# Aqigssiaq
Aqigssiaq je grenlandsko športsko društvo iz gradića Maniitsoqa. Ima odjele za nogomet i rukomet.

## Uspjesi

### Nogomet
- Prvaci :
  - 1992.
  - doprvaci : 1990., 1991., 1994.

- Prvakinje :

### Rukomet
- Prvaci :
  - 1986.